# Paraíso (São Gonçalo)
Paraíso é um bairro do município de São Gonçalo, na Região Metropolitana do Rio de Janeiro.  

## O bairro
O bairro localiza-se no município de São Gonçalo, fazendo parte do distrito de Neves, que é o 4º distrito do município de são Gonçalo. O Paraíso tem como limite os respectivos bairros: Gradim, Patronato e Porto da Madama. 
Conforme o censo do IBGE de 2010 a população do Paraíso é de 7.114 habitantes, sendo a população masculina representa por 3.368 homens, e a população feminina representada por 3.746 mulheres.
As principais ruas do bairro são: Comandante Ari Parreiras, Francisco Portela, Visconde de Itaúna e Paulo Leroux.
O Paraíso é um bairro com características residências, em contraste, suas vias principais são bem urbanizadas, com muitos comércios e um constante tráfego de automóveis e grande circulação de pessoas. O Paraíso recebe um grande fluxo de pessoas de diversos bairros por causa da grande concentração de comércios, bancos e escolas no local, fazendo do bairro uma referencia em compras na região. No Paraíso localiza-se o cartório do 4º distrito, varias igrejas e consultórios médicos de diversas finalidades.  

## Comércio
O comércio do Paraíso localiza-se em sua grande maioria na rua Francisco Portela e Comandante Ari Parreiras e ultrapassa os limites do bairro, estendendo-se da Praça dos Ex-Combatentes no Patronato até a Praça da Madama no Porto da Madama. 
O comércio é constituído de vários bares, lanchonetes, restaurantes, padarias, farmácias, docerias, açougues, bazares, supermercado, diversas lojas de roupas, calçados, móveis. Além dos diversos comércios que servem o bairro, o Paraíso também conta com o Hotel Dom Quixote, o primeiro hotel de 4 estrelas da cidade. 

## Educação
O bairro do Paraíso é bem servido por uma rede de escolas públicas e particulares, são elas: CIEP 237 Jornalista Wladmir Herzog (público), Escola Estadual Coronel João Tarcisio Bueno (público), Centro Educacional Azevedo Lima (particular), Colégio MV1 (particular), Centro Educacional Aragão Santos (particular), Centro Educacional Machado Pereira, a Colégio Paraíso (particular), entre outras de menor porte. Alta concentração de instituições de ensino incentivada pela proximidade com a Faculdade de Formação de Professores da Universidade do Estado do Rio de Janeiro - UERJ, localizada no bairro vizinho, Patronato.

## Transporte
O Paraíso é muito bem servido por transporte público, com fácil acesso ao Centro de São Gonçalo, Niterói e Rio. Quase todas as linhas de ônibus no percurso Niterói - São Gonçalo, via Neves, cortam o bairro em sua via principal. Algumas das linhas neste trajeto são: 515, 408, 409, 403, 400, 401, 422, 526, 536, 517.
Para a cidade do Rio de Janeiro também são várias opções: 110, 423, 424, 425, 426, 428. 
Há ainda as linhas municipais: 12,13, 20, 31.

## Clima
O clima do Paraíso é o mesmo de todo município de São Gonçalo, ameno e seco (20º a 35º).